# Raion de Shostka
Raion de Shostka (em ucraniano:  Шосткинський район, transl. Schostkynskyj rajon) é um raion da Ucrânia localizado no Oblast de Sumy. Tem a cidade de Shostka como centro administrativo, sendo que possuía uma população estimada em 179 432 habitantes no começo de 2022.
Após uma grande reorganização dos raions feita no ano de 2020, o distrito de Shostka passou a ter uma área de 5 072,3 km² e incorporou a si três antigos raions: Yampil, Hlukhiv e Seredyna-Buda.